# Tembusu virus
Il virus Tembusu (Tembusu virus, TMUV)  è un arbovirus della famiglia Flaviviridae, genere Flavivirus, appartiene al IV gruppo dei virus a ((+) ssRNA).
Il virus ha come vettore il Culex gelidus, anche se sembra dimostrata una trasmissione di tipo verticale.
Esso ha determinato gravi epidemie (Duck egg drop syndrome virus) in molti allevamenti di anatre in Cina sud-occidentale ed anche in Thailandia.
Il virus TMUV appartiene al gruppo di Ntaya virus costituito da otto specie del genere flavivirus.